# Bosc de Roquerot
El bosc de Roquerot és una pineda del poble de Montpol, al municipi de Lladurs (Solsonès).